# تشارلز مريديث
تشارلز مريديث (بالإنجليزية: Charles Meredith)‏ هو ممثل أمريكي، ولد في 27 أغسطس 1894 في الولايات المتحدة، وتوفي في 28 نوفمبر 1964 بلوس أنجلوس في الولايات المتحدة.

## أعمال

### أفلام
- (1950) شمشون ودليلة
- (1956) ضخم[1][2][3]

## وصلات خارجية
- تشارلز مريديث على موقع IMDb (الإنجليزية)
- تشارلز مريديث على موقع ألو سيني (الفرنسية)
- تشارلز مريديث على موقع أول موفي (الإنجليزية)
- تشارلز مريديث على موقع قاعدة بيانات الأفلام السويدية (السويدية)
- تشارلز مريديث على موقع قاعدة بيانات الفيلم (الإنجليزية)
- تشارلز مريديث على موقع كينوبويسك (الروسية)